# Fürstenwald
Fürstenwald ist ein Ortsteil der Gemeinde Calden im nordhessischen Landkreis Kassel.

## Geographische Lage
Fürstenwald liegt etwa 11,5 km (Luftlinie) nordwestlich der Innenstadt von Kassel. Es befindet sich am Nordostrand des Naturparks Habichtswald nordnordöstlich des Dörnbergmassivs im Quellgebiet der Nebelbeeke. Mit einer Höhenlage zwischen etwa 260 m beim Mühlgraben an der Grenze zum Ortsteil Ehrsten, 303 m beim Bahnhof, 415 m auf dem Postenberg und 418,5 m auf dem Hangarstein ist Fürstenwald der höchstgelegene Caldener Ortsteil, wobei Postenberg und Hangarstein, die zum Dörnbergmassiv gehören, die höchsten Erhebungen des Ortsgebietes und der Gemeinde Calden sind.

## Geschichte

### Überblick
Die älteste bekannte Erwähnung von Fürstenwald erfolgte  im Jahr 1332 unter dem Namen Forstinwalde in einer Urkunde des Klosters Weißenstein.
In erhaltenen Urkunden wurde Fürstenwald unter den folgenden Namen erwähnt (in Klammern das Jahr der Erwähnung) [LAGIS]: Forstinwalde (1332), Furstewalt (1539) (Kasseler Salbuch).
Die ursprüngliche Bebauung wurde 1883 durch eine Brandkatastrophe fast völlig zerstört und der Ort musste neu aufgebaut werden.
Die evangelische Kirche entstand in ihrer heutigen Form in der zweiten Hälfte des 18. Jahrhunderts. Die Turmhaube und das Kirchenschiff der spätgotischen Kirche (mit spätromanischem Chor) wurden im Jahre 1782 erneuert.
Der Fürstenwalder Park mit dem sogenannten Herrenhaus wurde von dem Rittmeister Julius König, einem Speditionsunternehmer aus Erfurt, um 1912 angelegt. Zudem entstanden ein Jagdhaus und eine Pförtner- und Kutscherwohnung. Die Gesamtanlage wurde 1914 fertiggestellt und umfasst ein Areal von etwa 4,5 ha. Während der Inflation 1923 verlor er sein Vermögen und musste das Anwesen verkaufen. Danach wechselten die Besitzer mehrfach, bis das Diakonische Werk der evangelischen Landeskirche es in den 1970er Jahren erwarb. Im Parkgelände befindet sich heute – unter der Trägerschaft der Diakonie – die Fachklinik Fürstenwald für Suchtkranke.
Im Zuge der Gebietsreform in Hessen wurde am 1. April 1972 die bis dahin Selbständige Gemeinde Fürstenwald auf freiwilliger Basis in die Gemeinde Calden eingemeindet. Mit der Eingliederung in den neu geschaffenen Landkreis Kassel am 1. August 1972 war die Gebietsreform für Calden abgeschlossen.
Für alle ehemals eigenständigen Gemeinden von Calden wurden Ortsbezirke mit Ortsbeirat und Ortsvorsteher nach der Hessischen Gemeindeordnung gebildet.

### Bevölkerung
Einwohnerstruktur 2011
Nach den Erhebungen des Zensus 2011 lebten am Stichtag dem 9. Mai 2011 in Fürstenwald 996 Einwohner. Darunter waren 12 (1,2 %) Ausländer.
Nach dem Lebensalter waren 183 Einwohner unter 18 Jahren, 396 zwischen 18 und 49, 219 zwischen 50 und 64 und 198 Einwohner waren älter.
Die Einwohner lebten in 426 Haushalten. Davon waren 93 Singlehaushalte, 141 Paare ohne Kinder und 153 Paare mit Kindern, sowie 36 Alleinerziehende und 3 Wohngemeinschaften. In 84 Haushalten lebten ausschließlich Senioren und in 179 Haushaltungen lebten keine Senioren.
Einwohnerentwicklung
- 1585: 90 Haushaltungen[5]
- 1747: 75 Haushaltungen[5]

| Fürstenwald: Einwohnerzahlen von 1834 bis 2015 | Fürstenwald: Einwohnerzahlen von 1834 bis 2015 | Fürstenwald: Einwohnerzahlen von 1834 bis 2015 | Fürstenwald: Einwohnerzahlen von 1834 bis 2015 | Fürstenwald: Einwohnerzahlen von 1834 bis 2015 |
| --- | ---------------------------------------------- | ---------------------------------------------- | ---------------------------------------------- | ---------------------------------------------- |
| Jahr |                                                |                                                |                                                | Einwohner                                      |
| 1834 | 1834                                           |                                                | 271                                            | 271                                            |
| 1840 | 1840                                           |                                                | 301                                            | 301                                            |
| 1846 | 1846                                           |                                                | 288                                            | 288                                            |
| 1852 | 1852                                           |                                                | 282                                            | 282                                            |
| 1858 | 1858                                           |                                                | 268                                            | 268                                            |
| 1864 | 1864                                           |                                                | 291                                            | 291                                            |
| 1871 | 1871                                           |                                                | 339                                            | 339                                            |
| 1875 | 1875                                           |                                                | 334                                            | 334                                            |
| 1885 | 1885                                           |                                                | 358                                            | 358                                            |
| 1895 | 1895                                           |                                                | 367                                            | 367                                            |
| 1905 | 1905                                           |                                                | 418                                            | 418                                            |
| 1910 | 1910                                           |                                                | 476                                            | 476                                            |
| 1925 | 1925                                           |                                                | 518                                            | 518                                            |
| 1939 | 1939                                           |                                                | 534                                            | 534                                            |
| 1946 | 1946                                           |                                                | 951                                            | 951                                            |
| 1950 | 1950                                           |                                                | 978                                            | 978                                            |
| 1956 | 1956                                           |                                                | 839                                            | 839                                            |
| 1961 | 1961                                           |                                                | 762                                            | 762                                            |
| 1967 | 1967                                           |                                                | 760                                            | 760                                            |
| 1970 | 1970                                           |                                                | 844                                            | 844                                            |
| 1980 | 1980                                           |                                                | ?                                              | ?                                              |
| 1990 | 1990                                           |                                                | ?                                              | ?                                              |
| 2000 | 2000                                           |                                                | ?                                              | ?                                              |
| 2011 | 2011                                           |                                                | 996                                            | 996                                            |
| 2015 | 2015                                           |                                                | 991                                            | 991                                            |
| Datenquelle: Historisches Gemeindeverzeichnis für Hessen: Die Bevölkerung der Gemeinden 1834 bis 1967. Wiesbaden: Hessisches Statistisches Landesamt, 1968. Weitere Quellen: LAGIS; Gemeinde Calden; Zensus 2011 |                                                |                                                |                                                |                                                |

Konfessionsstatistik
| • 1885: | 357 evangelische (= 99,72 %), ein katholischer (= 0,28 %) Einwohner |
| • 1961: | 662 evangelische (= 86,88 %), 82 katholische (= 10,76 %) Einwohner  |

## Sehenswürdigkeiten
- Schloss Wilhelmsthal (ca. 3,2 km östlich des Ortes)
- Naturdenkmal Kopfsteine (Koppensteine) (ca. 500 m westlich des Ortes)
- Naturpark Habichtswald (beginnend am südwestlichen Ortsrand)
- Eco Pfad Archäologie (ca. 2,5 km westlich des Ortes)
- Dörnberg (ca. 2,5 km südwestlich des Ortes)

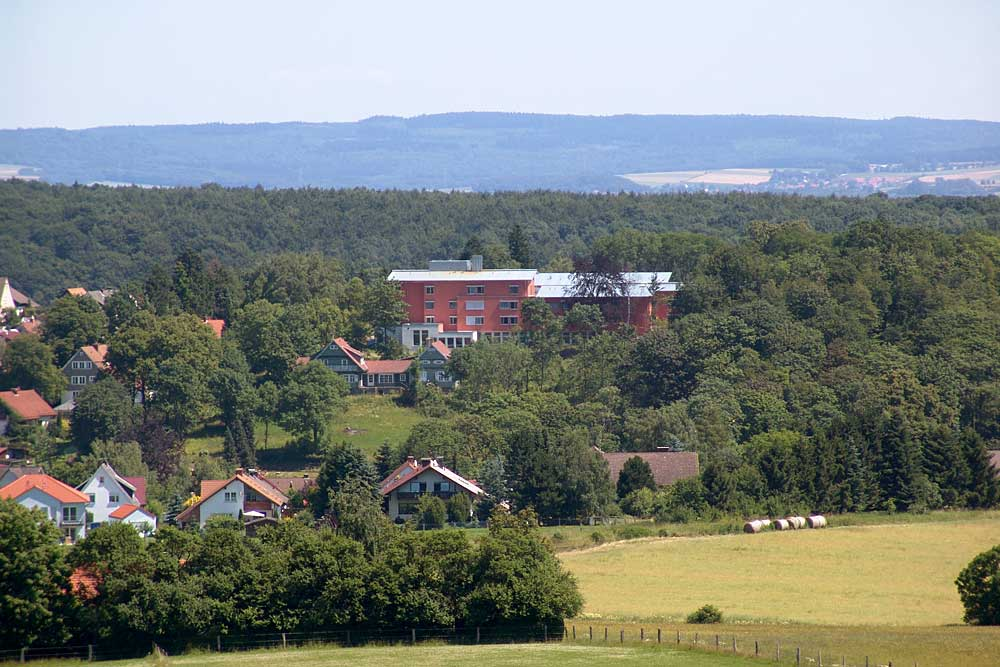
Fachklinik Fürstenwald und das ehemalige Herrenhaus
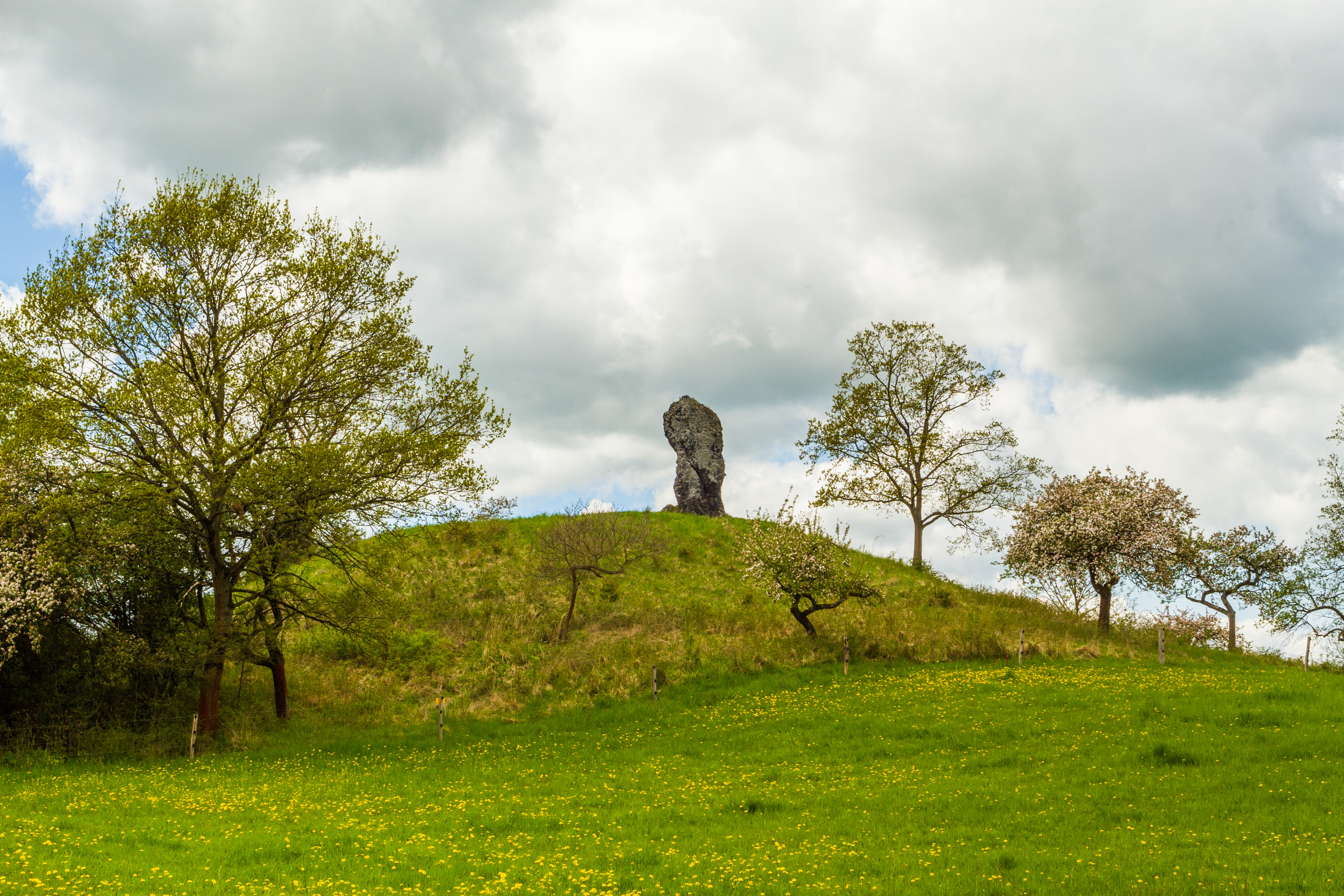
Der sogenannte 'Koppenstein'

## Verkehr
Durch Fürstenwald verläuft die Kreisstraße 30, auf der man aus Richtung Calden oder Zierenberg via Ehrsten ins Dorf kommt. Auf dieser Straße ist die Ortschaft aus Richtung Kassel via Ahnatal zu erreichen.
Fürstenwald liegt an der Bahnstrecke Korbach–Kassel, wo die Linie RT4 halbstündlich verkehrt. Die Strecke ist Teil des Netzes der nordhessischen RegioTram, die seit dem 10. Dezember 2006 zwischen Wolfhagen und Kassel verkehrt.
| Linie | Verlauf | Takt                                           |
| ----- | --- | ---------------------------------------------- |
| RT4   | Wolfhagen – Altenhasungen – Oberelsungen – Zierenberg-Rosental – Zierenberg – Fürstenwald – Ahnatal-Weimar – Ahnatal-Heckershausen – Ahnatal-Casselbreite – Vellmar-Obervellmar – Vellmar-Osterberg/EKZ – Kassel Jungfernkopf – Kassel-Harleshausen – Kassel-Kirchditmold – Kassel Hbf (tief) – Scheidemannplatz – Wilhelmsstraße/Stadtmuseum – Rathaus/Fünffensterstraße – Rathaus – Friedrichsplatz – Königsplatz – Am Stern – Holländischer Platz/Universität – Halitplatz – Hauptfriedhof – Wiener Straße – Holländische Straße Stand: Fahrplanwechsel Dezember 2021 | 60 min 30 min (Zierenberg–Holl. Str. werktags) |

Der Bahnhof ist auch Endpunkt der Buslinien 46 via Ehrsten, Meimbressen und Calden nach Vellmar-Nord, der Linie 121 via Calden nach Grebenstein und der Anrufsammeltaxilinie 122 zum nahen Flughafen Kassel-Calden.